# Лэпъю (приток Локчима)
Лэ́пъю или Лопъю (Лэпью; устар. Лопь-Ю) — река в России, течёт по территории Корткеросского района и Сыктывдинского района Республики Коми. Устье реки находится в 155 км по левому берегу реки Локчим. Длина реки составляет 105 км, площадь водосборного бассейна 647 км².
Система водного объекта: Локчим → Вычегда → Северная Двина → Белое море.

## Данные водного реестра
По данным государственного водного реестра России относится к Двинско-Печорскому бассейновому округу, водохозяйственный участок реки — Вычегда от истока до города Сыктывкар, речной подбассейн реки — Вычегда. Речной бассейн реки — Северная Двина.
Код объекта в государственном водном реестре — 03020200112103000017863.